# Tramea stenoloba
Tramea stenoloba là loài chuồn chuồn trong họ Libellulidae. Loài này được Watson mô tả khoa học đầu tiên năm 1962.